# Tilly Fleischer
Pour les articles homonymes, voir Fleischer.
Ottilie (« Tilly ») Fleischer (née le 2 octobre 1911 à Francfort - décédée le 14 juillet 2005 à Lahr/Schwarzwald) était une athlète allemande spécialiste du lancer du javelot et du lancer du poids. Sa fille, Gisela Heuser, sur la foi d'une confession de sa mère, a publié en 1966 un livre intitulé Adolf Hitler, mon père dans lequel elle assurait être la fille du Führer.

## Carrière sportive
Athlète polyvalente, Tilly Fleischer s'illustre d'abord au lancer du poids en améliorant à deux reprises le record du monde de la discipline en 1929 et 1930. Fleischer a traversé l'océan Atlantique à bord du SS Europa avec les autres membres de l'équipe allemande, puis a traversé les États-Unis. Sélectionnée dans l'équipe d'Allemagne pour les Jeux olympiques d'été de 1932 de Los Angeles, elle remporte la médaille de bronze du lancer du javelot, s'inclinant en finale face à l'Américaine Mildred Didrikson et sa compatriote Ellen Braumüller. Elle prend par ailleurs la 4e place du concours du lancer du disque. Quatre ans plus tard, Fleischer remporte la médaille d'or du lancer du javelot lors des Jeux olympiques d'été de 1936 à Berlin en établissant un nouveau record olympique avec 45,18 m. Tilly Fleischer, sera reçue et félicitée pour sa victoire par Adolf Hitler, Hermann Goering, et Hans von Tschammer und Osten, on y prendra des photos. Après s'être retiré de l'athlétisme, Fleischer s'est impliquée dans le handball et a joué pour le club de handball de l'Eintracht Francfort, remportant le championnat allemand en 1943.

## Palmarès
- Jeux olympiques d'été de 1932 à Los Angeles :
  -  Médaille de bronze du lancer du javelot
  - 4e de la finale du lancer du disque
- Jeux olympiques d'été de 1936 à Berlin :
  -  Médaille d'or du lancer du javelot

## Sources
- (en) Cet article est partiellement ou en totalité issu de l’article de Wikipédia en anglais intitulé « Tilly Fleischer » (voir la liste des auteurs).